# Mistrzostwa Europy w Lekkoatletyce 2016 – sztafeta 4 × 400 m kobiet
Sztafeta 4 × 400 metrów kobiet – jedna z konkurencji biegowych rozgrywanych podczas lekkoatletycznych mistrzostw Europy na Stadionie Olimpijskim w Amsterdamie.
Tytułu mistrzowskiego z poprzednich mistrzostw broniła reprezentacja Francji.

## Terminarz
| Data     | Godzina |            |
| -------- | ------- | ---------- |
| 9 lipca  | 13:55   | Eliminacje |
| 10 lipca | 18:40   | Finał      |

## Rekordy
Tabela prezentuje rekord świata, rekord Europy oraz najlepsze osiągnięcie na Starym Kontynencie.
|                          | Zawodnik                                                                 | Wynik   | Miejsce   | Data                     |
| ------------------------ | ------------------------------------------------------------------------ | ------- | --------- | ------------------------ |
| Rekord świata            | ZSRR · (Tatjana Ledowska, Olga Nazarowa, Marija Pinigina, Olha Bryzhina) | 3:15,17 | Seul      | 1 października 1988(dts) |
| Rekord Europy            | ZSRR · (Tatjana Ledowska, Olga Nazarowa, Marija Pinigina, Olha Bryzhina) | 3:15,17 | Seul      | 1 października 1988(dts) |
| Rekord mistrzostw Europy | NRD · (Kirsten Emmelmann, Sabine Busch, Petra Müller, Marita Koch)       | 3:16,87 | Stuttgart | 31 sierpnia 1986(dts)    |

## Rezultaty

### Eliminacje
Opracowano na podstawie materiału źródłowego.
| Poz. | Bieg | Reprezentacja   | Zawodniczki                                                                   | Czas    | Uwagi |
| ---- | ---- | --------------- | ----------------------------------------------------------------------------- | ------- | ----- |
| 1    | 1    | Wielka Brytania | Eilidh Doyle, Margaret Adeoye, Kelly Massey, Seren Bundy-Davies               | 3:26.42 | Q, EL |
| 2    | 1    | Polska          | Ewelina Ptak, Martyna Dąbrowska, Iga Baumgart, Patrycja Wyciszkiewicz         | 3:27.72 | Q,    |
| 3    | 2    | Ukraina         | Julija Oliszewśka, Olha Bibik, Tetiana Melnyk, Olha Zemlak                    | 3:27.75 | Q     |
| 4    | 2    | Niemcy          | Laura Müller, Friederike Möhlenkamp, Lara Hoffmann, Ruth Spelmeyer            | 3:28.03 | Q,    |
| 5    | 2    | Francja         | Marie Gayot, Brigitte Ntiamoah, Agnès Raharolahy, Elea-Mariama Diarra         | 3:28.38 | Q,    |
| 6    | 2    | Rumunia         | Adelina Pastor, Anamaria Ioniță, Sanda Belgyan, Andrea Miklós                 | 3:29.08 | q,    |
| 7    | 2    | Holandia        | Nicky van Leuveren, Lisanne de Witte, Eva Hovenkamp, Laura de Witte           | 3:29.18 | q,    |
| 8    | 1    | Włochy          | Maria Benedicta Chigbolu, Maria Enrica Spacca, Chiara Bazzoni, Elena Bonfanti | 3:29.57 | Q,    |
| 9    | 1    | Białoruś        | Alena Kijewicz, Julija Jurenia, Katsiaryna Khairullina, Iłona Usowicz         | 3:31.23 | SB    |
| 10   | 1    | Słowacja        | Silvia Šalgovičová, Alexandra Štuková, Alexandra Bezeková, Iveta Putálová     | 3:31.66 | NR    |
| 10   | 2    | Grecja          | Ekaterini Dalaka, Anna Wasiliu, Despina Mourta, Irini Wasiliu                 | 3:31.66 | SB    |
| 12   | 1    | Norwegia        | Benedicte Hauge, Sara Dorothea Jensen, Ida Bakke Hansen, Line Kloster         | 3:31.73 | NR    |
| 13   | 1    | Portugalia      | Rivinilda Mentai, Filipa Martins, Catia Azevedo, Dorothe Evora                | 3:32.48 | SB    |
| 14   | 2    | Hiszpania       | Laura Bueno, Aauri Lorena Bokesa, Bárbara Camblor, Geraxane Ussia             | 3:33.57 | SB    |
| 15   | 2    | Irlandia        | Sinead Denny, Phil Healy, Jenna Bromell, Ciara McCallion                      | 3:34.02 | SB    |
| 16   | 1    | Turcja          | Berfe Sancak, Meryem Kasap, Emel Şanlı, Elif Yıldırım                         | 3:38.47 |       |

### Finał
Opracowano na podstawie materiału źródłowego.
| Poz. | Bieg | Reprezentacja   | Zawodniczki                                                                   | Czas    | Uwagi |
| ---- | ---- | --------------- | ----------------------------------------------------------------------------- | ------- | ----- |
| 01 ! | 5    | Wielka Brytania | Emily Diamond, Anyika Onuora, Eilidh Doyle, Seren Bundy-Davies                | 3:25.05 | WL    |
| 02 ! | 8    | Francja         | Phara Anacharsis, Brigitte Ntiamoah, Marie Gayot, Floria Guei                 | 3:25.96 | SB    |
| 03 ! | 7    | Włochy          | Maria Benedicta Chigbolu, Maria Enrica Spacca, Chiara Bazzoni, Libania Grenot | 3:27.49 | SB    |
| 4    | 3    | Polska          | Ewelina Ptak, Małgorzata Hołub, Patrycja Wyciszkiewicz, Justyna Święty        | 3:27.60 | SB    |
| 5    | 4    | Niemcy          | Laura Müller, Friederike Möhlenkamp, Lara Hoffmann, Ruth Spelmeyer            | 3:27.60 | SB    |
| 6    | 6    | Ukraina         | Julija Oliszewśka, Olha Bibik, Tetiana Melnyk, Olha Zemlak                    | 3:27.64 | SB    |
| 7    | 2    | Holandia        | Laura de Witte, Lisanne de Witte, Eva Hovenkamp, Nicky van Leuveren           | 3:29.23 |       |
| 8    | 1    | Rumunia         | Adelina Pastor, Anamaria Ioniță, Sanda Belgyan, Andrea Miklós                 | 3:30.63 |       |